# 백효주
백효주(白孝珠, ? ~ ? )는 고려 후기의 무신이다. 본관은 남포(藍浦). 백이정(白頤正)의 동생이다.

## 생애
신라 간관(諫官) 백중학(白仲鶴)의 후손으로 1299년(충렬왕 25) 5월 장군(將軍)으로 원나라에 요(鷂, 새매)를 바치는 헌사로 갔다. 신호위(神虎衛) 대호군(大護軍)을 지냈다.

## 가족관계
- 조부 : 백경선(白景瑄, ? ~ ? ) 예부낭중(禮部郞中) , 증(贈) 우복야(右僕射)
  - 부 : 백문절(白文節, 1208년 ~ 1282년) 국학대사성(國學大司成) 보문각학사(寶文閣學士)
  - 모 : 성주 이씨(星州李氏) 이세주(李世柱)의 딸
    - 형 : 백이정(白頤正, 1247년 ~ 1323년) 도첨의평리(都僉議評理) 상의회의도감사(商議會議都監事) 상당군(上黨君) 문헌공(文憲公)
    - 형수 : 구 안동 김씨(舊 安東金氏) 중대광(重大匡) 상락군(上洛君) 김순(金恂)의 딸
    - 부인 : 평양 조씨(平壤趙氏) 문하시중(門下侍中) 평양군(平壤君) 조인규(趙仁規, 1237년 ~ 1308년)의 3녀